# Woodham Ferrers and Bicknacre
Woodham Ferrers and Bicknacre is een civil parish in het bestuurlijke gebied Chelmsford, in het Engelse graafschap Essex. In 2001 telde het dorp 2936 inwoners.